# Liste der Baudenkmale in Strachauer Rad
In der Liste der Baudenkmale in Strachauer Rad sind die Baudenkmale des niedersächsischen Ortes Strachauer Rad aufgelistet. Dies ist ein Teil der Liste der Baudenkmale in Dannenberg (Elbe). Der Stand der Liste ist der 31. Oktober 2021.
Die Quelle der IDs und der Beschreibungen ist der Denkmalatlas Niedersachsen.

## Allgemein
In den Spalten befinden sich folgende Informationen:
- Lage: die Adresse des Baudenkmales und die geographischen Koordinaten. Kartenansicht, um Koordinaten zu setzen. In der Kartenansicht sind Baudenkmale ohne Koordinaten mit einem roten Marker dargestellt und können in der Karte gesetzt werden. Baudenkmale ohne Bild sind mit einem blauen Marker gekennzeichnet, Baudenkmale mit Bild mit einem grünen Marker.
- Bezeichnung: Bezeichnung des Baudenkmales
- Beschreibung: die Beschreibung des Baudenkmales. Unter § 3 Abs. 2 NDSchG werden Einzeldenkmale und unter § 3 Abs. 3 NDSchG Gruppen baulicher Anlagen und deren Bestandteile ausgewiesen.
- ID: die Objekt-ID des Baudenkmales
- Bild: ein Bild des Baudenkmales, ggf. zusätzlich mit einem Link zu weiteren Fotos des Baudenkmals im Medienarchiv Wikimedia Commons. Wenn man auf das Kamerasymbol klickt, können Fotos zu Baudenkmalen aus dieser Liste hochgeladen werden:

## Baudenkmale

### Einzeldenkmale
| Lage                                         | Bezeichnung              | Beschreibung | ID       | Bild |
| -------------------------------------------- | ------------------------ | --- | -------- | ---- |
| Penkefitz Nr. 101 53° 8′ 34″ N, 11° 7′ 13″ O | Wohn-/Wirtschaftsgebäude | Großes Vierständerhaus in Fachwerk mit Backsteingefachausfüllungen; Wohnende zeitgleich in Backsteinmauerwerk; unter Halbwalmdach, zum Teil in Reetdeckung. Wohngiebel mit dreigeschossiger Schaufassade durch ausgebautes Drempel- und Dachgeschoss. Geschossbetonende Ziersetzung mit umlaufendem Band im Erdgeschoss. Fenster flachbogig mit gemauerten Stürzen. Errichtet 1886 (i). (Ehemalige Hofstelle Nr. 14.) | 30835492 |      |
| Penkefitz Nr. 152 53° 8′ 24″ N, 11° 6′ 41″ O | Hirtenhaus               | Zweiständerhaus mit Backsteinausfachungen, leicht ausmittigem Dielentor unter Halbwalmdach in Reetdeckung. Auf einer Wurt vorgelagert des Elbdeiches. Errichtet 1845 (i). | 30835473 | BW   |

### Ehemalige Baudenkmale
| Lage                                                         | Bezeichnung            | Beschreibung                                                               | ID | Bild |
| ------------------------------------------------------------ | ---------------------- | -------------------------------------------------------------------------- | -- | ---- |
| Nr. 14 (heute: Penkefitz Nr. 101) 53° 8′ 35″ N, 11° 7′ 12″ O | Hofanlage              | Hofanlage in Strachauer Rad (= separater Dorfteil von Penkefitz) von 1886. |    |      |
| Nr. 36, 37 53° 8′ 24″ N, 11° 6′ 40″ O                        | Ehemalige Hirtenhäuser |                                                                            |    | BW   |